# العلاقات البيروية الفرنسية
العلاقات البيروفية الفرنسية هي العلاقات الثنائية التي تجمع بين بيرو وفرنسا.

## مقارنة بين البلدين
هذه مقارنة عامة ومرجعية للدولتين:
| وجه المقارنة                                              | بيرو                                   | فرنسا                                                    |
| --------------------------------------------------------- | -------------------------------------- | -------------------------------------------------------- |
| المساحة (كم2)                                             | 1.29 مليون                             | 643.80 ألف                                               |
| عدد السكان (نسمة)                                         | 32.16 مليون                            | 67.12 مليون                                              |
| الكثافة السكانية (ن./كم²)                                 | 24.93                                  | 104.26                                                   |
| العاصمة                                                   | ليما                                   | باريس                                                    |
| اللغة الرسمية                                             | اللغة الإسبانية، اللغة الأيمرية، كتشوا | لغة فرنسية                                               |
| العملة                                                    | سول بيروفي جديد                        | يورو، فرنك س ف ب، فرنك فرنسي، Livre tournois ‏            |
| الناتج المحلي الإجمالي (بليون دولار)                      | 211.39 مليار                           | 2.58 تريليون                                             |
| الناتج المحلي الإجمالي (تعادل القوة الشرائية) بليون دولار | 393.13 مليار                           | 2.87 تريليون                                             |
| الناتج المحلي الإجمالي الاسمي للفرد دولار أمريكي          | 6.03 ألف                               | 36.20 ألف                                                |
| الناتج المحلي الإجمالي للفرد دولار أمريكي                 | 11.99 ألف                              | 39.33 ألف                                                |
| مؤشر التنمية البشرية                                      | 0.740                                  | 0.888                                                    |
| رمز المكالمات الدولي                                      | +51                                    | +33                                                      |
| رمز الإنترنت                                              | .pe                                    | .fr، .bzh ‏، .tf، .re، .wf، .yt، .pm، .paris              |
| المنطقة الزمنية                                           | توقيت بيرو، 00                         | أوروبا/باريس ‏، توقيت وسط أوروبا، توقيت وسط أوروبا الصيفي |

## مدن متوأمة
في ما يلي قائمة باتفاقيات التوأمة بين مدن بيروفية وفرنسية:
- ترتبط ليما مع بوردو باتفاقية توأمة.
- ترتبط شيمبوتي مع نانت باتفاقية توأمة.
- ترتبط أريكا مع بريسوير باتفاقية توأمة.
- ترتبط كوسكو مع شارتر باتفاقية توأمة منذ 4 أغسطس 1986.[16][16][16][16]

## منظمات دولية مشتركة
يشترك البلدان في عضوية مجموعة من المنظمات الدولية، منها:
| علم المنظمة | اسم المنظمة                               | تاريخ انضمام بيرو | تاريخ انضمام فرنسا |
| ----------- | ----------------------------------------- | ----------------- | ------------------ |
|             | مؤسسة التنمية الدولية                     | 30 أغسطس 1961     | 30 ديسمبر 1960     |
|             | يونسكو                                    | 21 نوفمبر 1946    | 4 نوفمبر 1946      |
|             | وكالة ضمان الاستثمار متعدد الأطراف        | 2 ديسمبر 1991     | 28 ديسمبر 1989     |
|             | الأمم المتحدة                             | 31 أكتوبر 1945    | 24 أكتوبر 1945     |
|             | الفريق المعني برصد الأرض                  | ?                 | ?                  |
|             | الاتحاد البريدي العالمي                   | ?                 | ?                  |
|             | البنك الدولي للإنشاء والتعمير             | 31 ديسمبر 1945    | 27 ديسمبر 1945     |
|             | المنظمة الهيدروغرافية الدولية             | ?                 | ?                  |
|             | الاتحاد الدولي للاتصالات                  | 12 يوليو 1915     | 1866               |
|             | منظمة حظر الأسلحة الكيميائية              | ?                 | ?                  |
|             | مؤسسة التمويل الدولية                     | 20 يوليو 1956     | 20 يوليو 1956      |
|             | المركز الدولي لتسوية المنازعات الاستشارية | 8 سبتمبر 1993     | 20 سبتمبر 1967     |
|             | منظمة التجارة العالمية                    | ?                 | 1995               |
|             | منظمة الشرطة الجنائية الدولية             | ?                 | ?                  |

## أعلام
هذه قائمة لبعض الشخصيات التي تربطها علاقات بالبلدين:
- إغناثيو ألفاريز توماس (15 فبراير 1787[23] – 9 يوليو 1857)
- إليان كارب (24 سبتمبر 1953 – )
- بول غوغان (فنان فرنسي، 7 يونيو 1848[24][25][26] – 9 مايو 1903[25][27])
- بيدرو بابلو كوشينسكي (رئيس البيرو حاليا، 3 أكتوبر 1938[28] – )
- جيان ديزا (لاعب كرة قدم بيروفي، 9 يونيو 1993[29] – )
- خافيير بيريز دي كوييار (أمين عام سابق للأمم المتحدة، 19 يناير 1920[30] – )
- خورخي تشافيز (13 يونيو 1887 – 27 سبتمبر 1910)
- دانيال ألوميا روبليس (3 يناير 1871 – 18 يونيو 1942[31])
- دومنغو إلياس (9 ديسمبر 1805 – 3 ديسمبر 1867)
- كارولينا كانو (ممثلة بيروفية، 24 يوليو 1985 – )

## وصلات خارجية
- موقع وزارة الخارجية البيروفية
- موقع وزارة الخارجية الفرنسية